# Layla and Other Assorted Love Songs
Layla and Other Assorted Love Songs, musikalbum av gruppen Derek and the Dominos, utgivet i december 1970. Albumet ses ofta som en höjdpunkt inom rockmusiken, och ofta som Eric Claptons bästa album.
När albumet gavs ut 1970 blev det inte så uppmärksammat. I USA nådde det Billboard-listans 16:e plats, och i Storbritannien nådde det knappt listorna. På senare tid har dock albumet nått kultstatus och hamnade bland annat på plats 117 när musiktidningen Rolling Stone listade de 500 bästa albumen genom tiderna.
Titelspåret "Layla" som kommit att bli en av Claptons mest kända låtar var också med på albumet Unplugged 1992.
Albumtiteln, samt dess titelspår har hämtat inspiration från den arabiska berättelsen Leila och Majnun som översattes till persiska av Nezami-ye Ganjavi. Låten "I Am Yours" är ett direkt citat från en del i berättelsen.

## Låtlista
1. I Looked Away (Eric Clapton/Bobby Whitlock) - 3:03
2. Bell Bottom Blues (Eric Clapton) - 5:01
3. Keep On Growing (Eric Clapton/Bobby Whitlock) - 6:20
4. Nobody Knows You When You're Down And Out (Jimmie Cox) - 4:56
5. I Am Yours (Eric Clapton/Nezami) - 3:34
6. Anyday (Eric Clapton/Bobby Whitlock) - 6:34
7. Key To The Highway (Charles Segar/Willie Broonzy) - 9:37
8. Tell The Truth (Eric Clapton/Bobby Whitlock) - 6:37 - Albumversion
9. Why Does Love Got To Be So Sad? (Eric Clapton/Bobby Whitlock) - 4:41
10. Have You Ever Loved A Woman (Billy Myles) - 6:51
11. Little Wing (Jimi Hendrix) - 5:32
12. It's Too Late (Chuck Willis) - 3:48
13. Layla (Eric Clapton/Jim Gordon) - 7:02
14. Thorn Tree In The Garden (Bobby Whitlock) - 2:49

## Medverkande
- Eric Clapton - sång, gitarr
- Jim Gordon - trummor, slagverk, piano
- Bobby Whitlock - orgel, piano, akustisk gitarr, sång
- Carl Radle - bas, slagverk
- Duane Allman - gitarr